# Victor Vogt
Victor Louis Vogt, född 27 september 1926 i Klara församling, Stockholm, död 29 augusti 1995 i Sollentuna församling, Stockholms län, var en svensk arkitekt. 
Vogt, som var son till köksmästare Victor Vogt och Lilly Lundin, utexaminerades från Kungliga Tekniska högskolan 1955. Han var anställd hos arkitekt Gösta Wiman 1952–1955, hos arkitekt Peter Bjugge 1955–1958, vid Byggnadsstyrelsen 1958–1966, vid centrala sjukvårdsberedningen i Stockholm 1966–1968, vid Sjukvårdens och socialvårdens planerings- och rationaliseringsinstitut (Spri) 1968–1979, verkställande tjänsteman i nämnden för sjukvårds- och socialvårdsbyggnader 1974–1979, anställd vid Byggnadsstyrelsen 1979–1991 och bedrev egen verksamhet från 1991. Han avlade reservofficersexamen 1950 och blev kapten i pansartruppernas reserv 1964. Vogt är gravsatt i minneslunden på Silverdals griftegård.